# Kalanchoe gastonis-bonnieri
Kalanchoe gastonis-bonnieri és una espècie de planta suculenta del gènere Kalanchoe, de la família de les Crassulaceae.

## Descripció
És una planta perenne o biennal de creixement ràpid amb tiges erectes, generalment ramificades només des de la base. Tota la planta és glabra.
Les fulles, de les més grans del gènere Kalanchoe, són ovades-lanceolades, de punta cònica cap a una tija curta i ampla, grans i sovint enormes, de 15 a 50 cm de llarg, però només de 5 a 8 cm d'ample. Al principi en posició vertical, després es doblega i toca el terra amb el seu extrem. De color verd clar a verd-bronze, cobert amb una pruïna blanca cerosa quan és jove per tenir un aspecte general de color gris-verd i esquitxat de taques marró granat. Venes ben espaiades. Marges molt dentats, com dents de serra, quan són joves, després força serrats. Solen presentar petites plantetes (propàguls) que es desenvolupen al llarg del marge de la fulla prop de la punta. Aquests propàguls arrelen sense deixar la fulla que els alimenta com un estoló. En el moment de la floració, totes les fulles comencen a assecar-se i a doblegar-se cap avall.
La inflorescència és terminal, bípara, amb un cim gran i compacte, tija de 60 a 90 cm d'alçada que es ramifica prop de la part superior amb diversos grups de brots penjants. Normalment és una espècie monocàrpica, però de vegades passa que el peu manté alguns brots vius i dona lloc a una nova planta l'any següent.
Al seu hàbitat (Antananarivo) la inflorescència comença a créixer a la tardor i s'obre a principis d'hivern (principis de juny). Tot el procés de floració dura gairebé 2 mesos, moment en què la "planta mare" disminueix, però les moltes plàntules de les fulles es desenvolupen ràpidament i floreixen en un termini de 2 a 3 anys.
Les flors, d'uns 5 cm de llarg. Els brots de color préssec pàl·lid s'enfosqueixen i esdevenen els calzes que contenen els pètals de color salmó vermellós, verd groguenc o més fosc amb les puntes escampades i l'interior groc. Filaments gairebé blancs amb anteres grogues. Les flors de K. Gastonis-Bonnieri són similars a les de K. pinnata però són més petites i els calze estan menys inflats.

## Distribució
Planta endèmica del nord-oest de Madagascar. Introduïda com a planta de jardí, s'ha naturalitzat a les zones tropicals de l'Amazònia, Àfrica, Àsia, Austràlia i altres indrets del tròpic.
Creix a les roques calcàries del bosc obert baix.

## Taxonomia
Kalanchoe gastonis-bonnieri va ser descrita per Raymond-Hamet (Raym.-Hamet) i publicada al Bulletin de la Société Botanique de France. Paris. 54: 139. 1907.

### Etimologia
Kalanchoe: nom genèric que deriva de la paraula cantonesa "Kalan Chauhuy", 伽藍菜 que significa 'allò que cau i creix'.
gastonis-bonnieri: epítet atorgat en honor del botànic francès Gaston Eugène Marie Bonnier.

### Sinonímia
- Kalanchoe gastonis-bonnieri Raym.-Hamet & H.Perrier
  - Bryophyllum gastonis-bonnieri (Raym.-Hamet & H.Perrier) Lauz.-March. (basiònim).
- Kalanchoe adolphi-engleri Raym.-Hamet